# The Spark
"The Spark" é uma canção do produtor e DJ holandês Afrojack, com participação do cantor estadunidense Spree Wilson. A canção foi lançada em 11 de outubro de 2013, pela Island Records.

## Lista de faixas
- Download digital

1. "The Spark" (com participação de Spree Wilson) – 4:03

- EP[2]

1. "The Spark" (Tiësto vs. Twoloud Remix) – 4:36
2. "The Spark" (DubVision Remix) – 6:00
3. "The Spark" (Michael Calfan Remix) – 6:02
4. "The Spark" (Tetsuya Komuro Remix) – 4:04
5. "The Spark" (Blasterjaxx Remix) – 5:22

## Paradas e posições
| País/Parada (2013–2014)                      | Melhor posição |
| -------------------------------------------- | -------------- |
| Alemanha (Media Control Charts)              | 36             |
| Austrália (ARIA Charts)                      | 37             |
| Áustria (Ö3 Austria Top 40)                  | 39             |
| Bélgica (Ultratop 50 Flanders)               | 5              |
| Bélgica (Ultratop 40 Valônia)                | 4              |
| Brasil (Dance Club Play)                     | 17             |
| Escócia (Scottish Singles and Albums Charts) | 10             |
| Eslováquia (IFPI)                            | 10             |
| Países Baixos (MegaCharts)                   | 19             |
| Polónia (Airplay Top 20)                     | 9              |
| Polónia (Dance Top 50)                       | 44             |
| Reino Unido (UK Dance Chart)                 | 5              |
| Reino Unido (UK Singles Chart)               | 17             |
| Chéquia (IFPI)                               | 12             |
| Suíça (Schweizer Hitparade)                  | 73             |